# Levin Ludvig von Hobe
Levin Ludvig (Ludewig) von Hobe (også Hoben) (25. november 1700 på Warbelow i Mecklenburg – 26. april 1781 i Citadellet Frederikshavn) var en dansk officer.
Han var søn af Carl (Cord) Ludwig von Hobe (død 1705) til Warbelow i Mecklenburg og dennes 2. hustru Dorothea von Levetzow (1660-1727). Han kom tidligt til Danmark, hvor han på mødreneside havde mange slægtninge, blev 1722 sekondløjtnant ved oldenborgske hvervede Regiment, 1727 premierløjtnant og samme år kaptajn, 1737 forsat til Fodgarden, 1746 major ved denne, 1752 karakteriseret oberst af infanteriet (anciennitet fra 1750), 1756 chef for falsterske Regiment, 1760 deputeret i Landetatens Generalkommissariat og samme år generalmajor. Under Claude-Louis de Saint-Germains styrelse var han uden ansættelse, derimod 1766-67 medlem af «det høje Krigsraad». 1768 blev han kommandant i Kastellet og forblev til sin død, 26. april 1781, i denne stilling, hvor bl.a. 1772 bevogtningen af Struensee og hans medfanger blev ham overdraget. Han synes at have optrådt forholdsvis humant over for disse og skal fx have hæmmet kaptajn Christian Frederik Becks trakasserier. Hobe, der 1766 var blevet hvid ridder, forfremmedes 1769 til generalløjtnant og i en høj alder i 1775 til general. 1772-73 fungerede han atter et halvt år som deputeret i Hærens øverste kollegiale myndighed, som da kaldtes Generalitets- og Kommissariatskollegiet.
Han blev gift 1. gang 1732 med Cathrine Sophie f. Langhaar (f. 1703 d. 1748), datter af oberst Claus Langhaar; 2. gang 1753 med Adelgunde Sophie f. Scholten (f. 1732, d. 1775), datter af general Henrik von Scholten. Hobe var 1776 blevet optaget i den danske adelstand, og en sønnesøn af ham blev 1821 ved giftermål baron von Hobe-Gelting og ejer af Gelting Gods i Angel.